# David Huddleston
David William Huddleston (ur. 17 września 1930 w Vinton, zm. 2 sierpnia 2016 w Santa Fe) – amerykański aktor, reżyser, producent filmowy i telewizyjny.

## Życiorys

### Wczesne lata
Urodził się w Vinton w stanie Wirginia jako syn Lewisa Melvina i Ismay Hope (z domu Dooley) Huddlestonów. Po ukończeniu szkoły średniej Montvale High School, studiował w Fork Union Military Academy i nowojorskiej American Academy of Dramatic Arts. Służył jako mechanik lotniczy w amerykańskich siłach powietrznych. Uczył się aktorstwa w Nowym Jorku na G.I. Bill.

### Kariera
Występował na scenie w sztukach, m.in.: Harry, Noon, and Night jako żołnierz w nowojorskim Pocket Theatre (1965), The Music Man (1961–1962) jako Charlie Cowell i Mame (1968) jako pan Upson. Potem zagrał w kilkudziesięciu filmach i serialach. Stał się specjalistą od ról drugoplanowych. Główną rolę zagrał tylko raz w komedii Święty Mikołaj (Santa Claus: The Movie, 1985).
Na dużym ekranie pojawił się w takich filmach jak Płonące siodła Mela Brooksa (1974), Frantic Romana Polańskiego (1988) czy musicalowej komedii Producenci (Producers, 2005) Brooksa jako sędzia. Występował także w serialach, m.in. Kochane kłopoty czy Prezydencki poker. Jednak największą popularność zdobył jako tytułowy Jeffrey Lebowski – zwany po prostu 'Big Lebowski' multimilioner z Pasadeny, ojciec zafiksowanej na seksie ekscentrycznej artystki (Julianne Moore) w kultowej komedii braci Coen Big Lebowski (The Big Lebowski, 1998).

## Życie prywatne
Był dwukrotnie żonaty. 11 maja 1968 poślubił Carole Ann Swart, która zmarła 23 listopada 1987. Ożenił się potem z Sarah C. Koeppe. Miał syna Davida Michaela (ur. 15 listopada 1952 w Roanoke w stanie Wirginia), który okazjonalnie także występował w filmach (Kobieta w czerwieni) i serialach (Nieustraszony).
Zmarł 4 sierpnia 2016 w Santa Fe w stanie Nowy Meksyk w wieku 85 lat. Przyczyną śmierci była choroba nerek, a także problemy z sercem.

## Filmografia

### Filmy
- Rio Lobo (1970) jako dr Ivor Jones
- Złe towarzystwo (1972; znany także pt. Banda) jako „Big” Joe
- Billy Dwa Kapelusze (1974) jako Copeland
- Człowiek klanu (1974) jako mjr Hardy Riddle
- Samotny detektyw McQ (1974) jako Edward „Pinky” Farrow
- Płonące siodła (1974) jako Olson Johnson
- Przełęcz Złamanych Serc (1975) jako dr Molyneux
- Łapizbiry (1976) jako kpt. McBride
- Sherlock Holmes w Nowym Jorku (1976) jako inspektor Lafferty
- Niepokonany (1977) jako Cruikshank
- Największy kochanek świata (1977) jako właściciel piekarni
- Koziorożec 1 (1978) jako Hollis Peaker
- Mistrz kierownicy ucieka 2 (1980) jako John Conn
- W czepku urodzeni (1983) jako Tiger
- Święty Mikołaj (1985) jako Święty Mikołaj
- Frantic (1988) jako Peter
- Żywi lub martwi (1988) jako Lane Crawford
- Mikey i ja (1993) jako pan Corcoran
- Karaluchy pod poduchy (1996) jako P.I. Smith
- Big Lebowski (1998) jako Jeffrey Lebowski („Big” Lebowski)
- Z piekła rodem (2000) jako dr Boifford
- Producenci (2005) jako sędzia
- Postal (2007) jako Peter

### Seriale TV
- Adam-12 (1968–1975) jako pracownik stacji (gościnnie, 1969)
- Ożeniłem się z czarownicą (1964–1972) jako Dave (gościnnie, 1971)
- Ironside (1967–1975) jako Harrison Davis/Smithers (gościnnie, 1971 i 1974)
- Gunsmoke (1955–1975) jako Arno/Asa/Emmett (gościnnie; 1971, 1973 i 1974)
- Bonanza (1959–1973) jako Doc Scully/Myles Johnson (gościnnie, 1971 i 1972)
- Kung Fu (1972–1975) jako Nathaniel/Shelby Cross (gościnnie, 1973 i 1975)
- Sierżant Anderson (1974–1978) jako Milton Brooks (gościnnie, 1975)
- Aniołki Charliego (1976–1981) jako szeryf Clint (gościnnie, 1976)
- Jak zdobywano Dziki Zachód (1977–1979) jako Christy Judson
- Magnum (1980-1988) jako Frank Peterson (gościnnie, 1985)
- Napisała: Morderstwo (1984−1996) jako szeryf Ed Ten Eyck (gościnnie, 1990)
- Columbo jako burmistrz (w odcinku pt. Fałszywy alarm z 1990)
- Cudowne lata (1988–1993) jako dziadek Arnold (gościnnie, 1990–1992)
- Lucky Luke (1992) jako Ben Landon (gościnnie)
- Star Trek: Następne pokolenie (1987–1994) jako konduktor (gościnnie, 1994)
- Strażnik Teksasu (1993–2001) jako Ferris Clayton (gościnnie, 1994)
- Naga prawda (1995–1998) jako Ulysses (gościnnie, 1997)
- Lekarze z Los Angeles (1998−1999) jako Irving Gerken (gościnnie, 1999)
- Kancelaria adwokacka (1997–2004) jako sędzia Richard Bender (gościnnie, 1999)
- Potyczki Amy (1999–2005) jako L. Barton Connelly (gościnnie, 2000)
- Kochane kłopoty (2000–2007) jako burmistrz Harry Porter (gościnnie, 2000 i 2001)
- Prezydencki poker (1999–2006) jako senator Max Lobell (gościnnie, 2000 i 2002)
- Jerycho (2006–2008) jako E.J. Green (gościnnie)
- U nas w Filadelfii (od 2005) jako Eugene Hamilton (gościnnie, 2009)